# Danił Krugowoj
Danił Władisławowicz Krugowoj (ur. 28 maja 1998 w Gatczynie) – rosyjski piłkarz występujący na pozycji obrońcy w rosyjskim klubie Zenit Petersburg, którego jest wychowankiem. W trakcie swojej kariery grał także w FK Ufa. Młodzieżowy reprezentant Rosji.